# Хварски партизански одред
Хварски партизански одред је био партизанска јединица у саставу Народноослободилачке војске и партизанских одреда Југославије током Другог светског рата у Југославији.

## Историјат
Формиран је првих дана новембра 1943. као Хварско-вишки НОП одред од бораца са острва Хвара и Виса. При формирању имао је два, а затим три батаљона. Почетком децембра имао је 600—700 бораца (преко 550 са Хвара). Одред је био под командом Оперативног штаба за одбрану отока. Расформиран је 25. децембра, а његови борци ушли су у састав 11. бригаде 26. дивизије НОВЈ, с којом су пребачени на острво Вис. На Хвару је остала једна чета бригаде и новоформирани Хварски НОП одред од око 25 бораца. Хварски НОП одред самостално је дејствовао заседама и вршио препаде на мање немачке јединице, а садејствовао је и јединицама 1. далматинске бригаде и 26. дивизије које су учествовале у борбама против немаћких јединица на Хвару. Прикупљао је обавештења о непријатељу, мобилисао и прихватао нове борце и избегло становништво и организовао њихово пребацивање на Вис и вршио прихват снага које су изводиле десантне препаде на Хвар. У завршним борбама за ослобођење Хвара учествовао је у нападу на непријатељску посаду у рејону Сућурја 20/21. септембра 1944. заједно са једним батаљоном 1. далматинске бригаде, када је Хвар дефинитивно ослобођен. Крајем септембра Одред је у саставу Групе јужнодалматинских оточких НОП одреда пре- бачен на копно и ушао у састав јединица 26. дивизије.